# KOI8-U
 (août 2025).
Si vous disposez d'ouvrages ou d'articles de référence ou si vous connaissez des sites web de qualité traitant du thème abordé ici, merci de compléter l'article en donnant les références utiles à sa vérifiabilité et en les liant à la section « Notes et références ».
KOI8-U (Код Обмена Информацией, 8 бит - KOI8) est un encodage 8-bits créé pour l'ukrainien, qui utilise l'alphabet cyrillique,. KOI8-U est basé sur KOI8-R, qui couvre le russe et le bulgare, ajoutant ou remplaçant 8 caractères : Ґ, Є, І et Ї, en majuscules comme en minuscules.
KOI8-U y est plus utilisé que ISO/CEI 8859-5. Un autre encodage courant est le Windows-1251. Depuis peu, Unicode semble s'imposer.
| KOI8-U | KOI8-U    | KOI8-U    | KOI8-U    | KOI8-U    | KOI8-U    | KOI8-U    | KOI8-U    | KOI8-U    | KOI8-U    | KOI8-U    | KOI8-U    | KOI8-U    | KOI8-U    | KOI8-U    | KOI8-U    | KOI8-U    |
|        | x0        | x1        | x2        | x3        | x4        | x5        | x6        | x7        | x8        | x9        | xA        | xB        | xC        | xD        | xE        | xF        |
| ------ | --------- | --------- | --------- | --------- | --------- | --------- | --------- | --------- | --------- | --------- | --------- | --------- | --------- | --------- | --------- | --------- |
| 0x     | inutilisé | inutilisé | inutilisé | inutilisé | inutilisé | inutilisé | inutilisé | inutilisé | inutilisé | inutilisé | inutilisé | inutilisé | inutilisé | inutilisé | inutilisé | inutilisé |
| 1x     | inutilisé | inutilisé | inutilisé | inutilisé | inutilisé | inutilisé | inutilisé | inutilisé | inutilisé | inutilisé | inutilisé | inutilisé | inutilisé | inutilisé | inutilisé | inutilisé |
| 2x     |           | !         | "         | #         | $         | %         | &         | '         | (         | )         | *         | +         | ,         | -         | .         | /         |
| 3x     | 0         | 1         | 2         | 3         | 4         | 5         | 6         | 7         | 8         | 9         | :         | ;         | <         | =         | >         | ?         |
| 4x     | @         | A         | B         | C         | D         | E         | F         | G         | H         | I         | J         | K         | L         | M         | N         | O         |
| 5x     | P         | Q         | R         | S         | T         | U         | V         | W         | X         | Y         | Z         | [         | \         | ]         | ^         | _         |
| 6x     | '         | a         | b         | c         | d         | e         | f         | g         | h         | i         | j         | k         | l         | m         | n         | o         |
| 7x     | p         | q         | r         | s         | t         | u         | v         | w         | x         | y         | z         | {         |           | }         | ~         |           |
| 8x     | ─         | │         | ┌         | ┐         | └         | ┘         | ├         | ┤         | ┬         | ┴         | ┼         | ▀         | ▄         | █         | ▌         | ▐         |
| 9x     | ░         | ▒         | ▓         | ⌠         | ■         | ∙         | √         | ≈         | ≤         | ≥         | NBSP      | ⌡         | °         | ²         | ·         | ÷         |
| Ax     | ═         | ║         | ╒         | ё         | є         | ╔         | і         | ї         | ╗         | ╘         | ╙         | ╚         | ╛         | ґ         | ╝         | ╞         |
| Bx     | ╟         | ╠         | ╡         | Ё         | Є         | ╣         | І         | Ї         | ╦         | ╧         | ╨         | ╩         | ╪         | Ґ         | ╬         | ©         |
| Cx     | ю         | а         | б         | ц         | д         | е         | ф         | г         | х         | и         | й         | к         | л         | м         | н         | о         |
| Dx     | п         | я         | р         | с         | т         | у         | ж         | в         | ь         | ы         | з         | ш         | э         | щ         | ч         | ъ         |
| Ex     | Ю         | А         | Б         | Ц         | Д         | Е         | Ф         | Г         | Х         | И         | Й         | К         | Л         | М         | Н         | О         |
| Fx     | П         | Я         | Р         | С         | Т         | У         | Ж         | В         | Ь         | Ы         | З         | Ш         | Э         | Щ         | Ч         | Ъ         |

Les caractères qui diffèrent de KOI8-R sont 0xA4; 0xA6; 0xA7; 0xAD; et 0xB4; 0xB6; 0xB7; 0xBD;.